# GeoDNS
GeoDNS（或是GeoIP）是BIND DNS伺服器軟體的一套修補程式，其以MaxMind的geoip（商業）或geolite（免費）資料庫為基礎進行地理劃分（對位於不同地理位置的客戶端回應不同的DNS回答）。
這項技術的目的是透過客戶端地理位置的地址解析來強化域名查詢。舉例來說，某個網站可能有兩套伺服器，其中之一位於法國，另外一個則位在美國。借助GeoDNS，可以讓歐洲的客戶端取得法國伺服器的IP位置，並讓美國的客戶端取得美國的伺服器IP。與使用隨機分配（如輪詢）將全世界的使用者導向至同一個伺服器或多個伺服器相比，這讓網路存取更快，且可能更便宜。
因為此技術是以DNS為基礎，所以它比部署BGP任播要簡單得多。它不需要互联网服务供应商的任何支援，且當特定客戶端選取的伺服器變更時也不會中斷既有的連線。但是由於其與網路的基礎設施沒有緊密的聯繫，因此要將資料傳送給最近的伺服器時可能不太準確。
解析DNS伺服器看到的請求發送者通常不是終端使用者，而通常是使用者的ISP遞迴查詢，並由遞迴DNS伺服器快取結果。由於ISP通常會安排使用者使用地理位置較靠近他們的DNS伺服器，因此這套系統通常仍可正常運作。

## 外部連結
- BIND9的GeoIP功能文件 （页面存档备份，存于）
- geodns首頁 （页面存档备份，存于）
- Geo-IP資訊圖 （页面存档备份，存于）